# Federação Portuguesa das Confrarias Gastronómicas
A Federação Portuguesa das Confrarias Gastronómicas é uma associação sem fins lucrativos de Portugal. Tem como objectivo a promoção, divulgação e defesa da gastronomia tradicional portuguesa. É composta por 68 Confrarias Gastronómicas.
Promove anualmente uma gala com vista à atribuição de prémios ligados à gastronomia com as seguintes categorias:
- Prémio Federação Portuguesa das Confrarias Gastronómicas;
- Prémio Comendador Rui Nabeiro;
- Prémio Carreira;
- Prémio Inovação na Cozinha Tradicional;
- Prémio Investigação e Cultura;
- Prémio Comunicação Social;
- Prémio Personalidade do Ano;
- Prémio Evento do Ano.

Organizou em 2010, no Mercado da Ribeira, em Lisboa, o Festival de Confrarias Gastronómicas.
Em 2011 tinha 70 confrarias federadas.